# Adrapsoides reticulatis
Adrapsoides reticulatis är en fjärilsart som beskrevs av John Henry Leech 1900. Adrapsoides reticulatis ingår i släktet Adrapsoides och familjen nattflyn. Inga underarter finns listade i Catalogue of Life.